# Cóndor Felipe
El cóndor Felipe fue uno de los nueve cóndores de los Andes del Ecuador que fueron marcados por el Proyecto de Investigación y Monitoreo Ecológico del Cóndor Andino en Ecuador, del Peregrine Fund y la Fundación Cóndor Andino con dispositivos de rastreo satelital para localizar su ubicación e investigar su biología y ecología, con el fin de generar conocimiento científico de la especie considerada en peligro crítico de extinción en el Ecuador y así desarrollar estrategias efectivas de conservación.
Fue liberado luego de haber estado un corto periodo en cautiverio, mientras se recuperaba luego de haber sido encontrado en mal estado en vida silvestre. Gracias al rastreador satelital se supo de su muerte tras enviar una alerta de mortalidad, y se pudo encontrar su cadáver en los páramos entre las provincias de Napo y Cotopaxi. Felipe dejó mucha información sobre el uso de su entorno en el hábitat natural de la especie.

## Hallazgo y rescate
El cóndor fue hallado muy débil, desubicado y deshidratado, en unos potreros cercanos a la comuna Campo Alegre, en el cantón Quijos, de la provincia del Napo, en Ecuador, el 25 de junio de 2013.